# Paul Newman
Paul Leonard Newman (26 tháng 1 năm 1925 - 26 tháng 9 năm 2008) thường được biết đến với tên Paul Newman là một diễn viên, đạo diễn của điện ảnh Hoa Kỳ, ông đồng thời cũng là nhà kinh doanh và hoạt động từ thiện. Paul Newman là một trong những diễn viên nổi tiếng nhất của Hollywood thập niên 1960 và 1970, ông đã từng giành 1 giải Oscar, 2 giải Quả cầu vàng, 1 giải của Liên hoan phim Cannes, 1 giải Emmy và nhiều giải thưởng khác. Trên lĩnh vực kinh doanh, Newman từng là chủ sở hữu một đội đua xe mô tô đã giành nhiều giải vô địch thuộc hệ thống Indy Car. Ông đồng thời cũng là nhà sáng lập công ty thực phẩm Newman's Own với mục đích dành toàn bộ lợi nhuận cho các hoạt động từ thiện. Ông qua đời ngày 26 tháng 9 năm 2008 tại Connecticut, Hoa Kỳ sau một thời gian dài chữa trị bệnh ung thư phổi.

## Tiểu sử
Newman sinh năm 1925 tại Shaker Heights, Ohio, Hoa Kỳ trong gia đình của ông Arthur S. Newman, một nhà kinh doanh người Do Thái và bà Theresa, một phụ nữ gốc Ptičie, Slovakia. Từ khi còn nhỏ Newman đã tỏ ra yêu thích nghệ thuật điện ảnh, ông từng tham gia các vở kịch tại Trường trung học Shaker Heights cũng như Đại học Ohio.
Trong Chiến tranh thế giới thứ hai, Newman tham gia Hải quân Hoa Kỳ với vị trí pháo thủ kiêm phát thanh viên. Sau chiến tranh, ông tiếp tục học đại học và tốt nghiệp Kenyon College năm 1949 trước khi tham gia các khóa học diễn xuất tại Đại học Yale cũng như hội The Actors Studio.

## Sự nghiệp
Paul Newman bắt đầu sự nghiệp diễn xuất bằng các vai diễn trên sâu khấu kịch Broadway. Vai diễn điện ảnh đầu tiên của ông là trong phim The Silver Chalice (1954). Hai năm sau ông bắt đầu gây được sự chú ý với vai diễn võ sĩ quyền Anh Rocky Graziano trong phim Somebody Up There Likes Me (1956), ông còn là bạn diễn của ngôi sao Elizabeth Taylor trong Cat on a Hot Tin Roof (1958) và Barbara Rush trong phim The Young Philadelphians (1959).
Newman là một trong số ít diễn viên tiếp tục nổi tiếng sau giai đoạn chuyển tiếp của Hollywood cuối thập niên 1950, đầu thập niên 1960. Các bộ phim đáng nhớ ông tham gia có thể kể tới Exodus (1960), The Hustler (1961), Hud (1963), Harper (1966), Hombre (1967), Cool Hand Luke (1967), The Towering Inferno (1974), Slap Shot (1977) và The Verdict (1982). Hai vai diễn nổi bật nhất của Paul Newman giai đoạn này là trong phim Butch Cassidy and the Sundance Kid (1969) và The Sting (1973). Sau nhiều thất bại tại giải Oscar, cuối cùng ông cũng chiến thắng tại hạng mục Vai nam chính năm 1986 với vai diễn trong The Color of Money, một bộ phim của đạo diễn Martin Scorsese. Vai diễn điện ảnh cuối cùng của Newman là vai ông trùm băng đảng trong Road to Perdition (2002) (đóng cùng Tom Hanks), ông cũng tham gia lồng tiếng cho bộ phim hoạt hình Cars của Disney và Pixar (2007).
Bên cạnh vai trò diễn viên, Newman cũng tham gia đạo diễn một số bộ phim như Rachel, Rachel (1968), The Shadow Box (1980) hay The Glass Menagerie (1987). Từ tháng 6 năm 2008, Newman, một người từng nghiện thuốc lá nặng, đã bắt đầu phải điều trị ung thư phổi tại bệnh viện Sloan-Kettering ở thành phố New York. Ông qua đời ngày 26 tháng 9 năm 2008 ở tuổi 83 tại nhà riêng thuộc Westport, Connecticut.